# Iljušin Il-46
Iljušin Il-46 byl prototyp dvoumotorového sovětského strategického bombardéru z padesátých let 20. století. První vzlet se uskutečnil 3. března roku 1952. V této době probíhala státní zakázka na bombardér, kterou však vyhrál konkurenční typ Tupolev Tu-16, takže ze sériové výroby Il-46 sešlo.

## Technické údaje
- Osádka: 3
- Rozpětí: 29 m
- Délka: 24,50
- Výška: 4,78
- Nosná plocha: 105 m²
- Hmotnost prázdného stroje: 26300 kg
- Max. vzletová hmotnost: 41840 kg
- Pohonné jednotky: 2× proudový motor TRD AL-5
- Tah: 2× 49 kN
- Maximální rychlost: 928 km/h
- Dostup: 12700 km
- Dolet: 1970 km
- Výzbroj: 4× kanón NR-23 ráže 23 mm, až 6000 kg bomb